# آدم کاغذی
آدم کاغذی نام یک مجموعه تلویزیونی ایرانی به کارگردانی «پرویز کاردان» است در سال ۱۳۵۳ ساخته شد و از تلویزیون ملی ایران پخش گردید.

## خلاصه داستان
این مجموعه تلویزیونی، دربارهٔ یک شاعر کتابفروش به نام «آقا کمال» است که به انگیزه نوع‌دوستی، دختر جوانی را پناه داده‌است و سپس به جستجوی پدر و مادر او می‌رود و در این راه، نشانه‌هایی از معشوقهٔ گمشده‌اش «راحله» را هم می‌یابد. او در ادامه، به بندرعباس می‌رود و آنجاست که در می‌یابد «راحله»، سال‌هاست که جان به جان آفرین تسلیم کرده‌است. «آقا کمال» پس از پی بردن به این حقیقت تلخ، در اوج غم و دلشکستگی، به دریا می‌زند تا به معشوق بپیوندد.

## بازیگران و عوامل تولید

### بازیگران
- پرویز کاردان در نقش «آقا کمال»
- محمدعلی ورشوچی
- مرتضی نعمتی‌جو
- علی زاهدی
- نسرین قدیری (شهرآشوب)
- معصومه آل‌محمدی (می‌می)
- صمدی
- حسام
- درویش
- ماری

### عوامل تولید
- تهیه‌کننده، نویسنده و کارگردان هنری: پرویز کاردان
- فیلمبردار: حسن قلی‌زاده
- ترانه‌سرا: علی اسمی (ترانهٔ "بی‌تو نمی‌شه زنده بمونم")[۲]
- خوانندهٔ ترانهٔ سریال: محمود رضایی[۲]
- سال تولید و پخش: ۱۳۵۳
- محصول: تلویزیون ملی ایران